# Пауэлл, Джон (иезуит)
Джон Джозеф Пауэлл (22 сентября 1925, Чикаго, Иллинойс — 24 сентября 2009, Кларкстон, Мичиган) — американский священник-иезуит и писатель; брат Риты Донлан и Уильяма Пауэлла.
Получил начальное образование в государственной школе имени Джона Б. Мерфи в Чикаго. В июне 1943 года окончил Академию Лойолы в Чикаго. В августе 1943 года Пауэлл вступил в Общество Иисуса в Милфорде, штат Огайо. Осенью 1947 года он начал изучать трехлетний курс философии в колледже Вест-Баден (располагался в отеле Уэст-Баден-Спрингс) и затем поступил в университет Лойолы, где в июне следующего года получил степень бакалавра искусств. Пауэлл начал учиться в аспирантуре в Лойоле в 1948 году и был рукоположен в священники в 1956 году.
Пауэлл работал в Западном Баденском университете (1961—1965), Школе теологии Беллармин Университета Лойолы (1965—1968) и Университете Лойолы (1968—2001), где стал адъюнкт-профессором богословия и психологии.
Пауэлл был сторонником гуманистического католицизма и написал много книг, в основном касающихся психологии и католического богословия, занимался консультативной работой. Позже ушел на пенсию в Мичигане и предположительно умер от болезни Альцгеймера.

## Публикации
- Why Am I Afraid to Tell You Who I Am? ISBN 978-0-88347-323-8
- Why Am I Afraid to Love? ISBN 978-0-00-628109-2 (Почему я боюсь любить, 1992)
- The Secret of Staying in Love ISBN 978-0913592298
- Unconditional love
- Fully human, fully alive: A new life through a new vision ISBN 0-88347-321-6
- He Touched Me — My Pilgrimage of Prayer ISBN 978-0913592472
- Will the Real Me Please Stand Up?: 25 Guidelines for Good Communication ISBN 978-1-55924-283-7
- A Reason to Live! A Reason to Die! ISBN 978-0-913592-61-8
- Abortion the Silent Holocaust (1981) ISBN 978-0-89505-063-2
- Happiness Is an Inside Job (1989) ISBN 1-55924-005-9